# Estadio Libertarios Unidos
El Estadio Libertarios Unidos del Club Atlético Colegiales se encuentra ubicado en el barrio de Florida Oeste, en el Partido de Vicente López, al norte del Gran Buenos Aires, Argentina, entre las calles Antonio Malaver, Gervasio Posadas, Natalio Querido e Italia.

## Historia
La primera ubicación de este estadio fue en Blandengues (hoy Avenida del Libertador) y Manzanares en pleno barrio de Núñez, justo al lado de uno de sus clásicos rivales, Defensores de Belgrano.
En 1923, ya con el nombre de Sportivo del Norte y en medio de una escisión, debió abandonar su cancha de Blandengues y Manzanares, y se mudó a la manzana de Teodoro García, Giribone, Charlone y Palpa, en el barrio de Colegiales (hoy esa manzana está dentro de los límites del barrio de Chacarita), mientras que el equipo disidente decidió continuar en Núñez. En 1925 la escisión concluyó y adoptó su actual denominación, con sus actuales colores: azul, rojo inglés y oro. 
La tercera mudanza radica en Fraga y Estomba, también en Capital Federal, en el barrio de Villa Ortúzar. Estadio en el que también harían de local Almagro y Argentinos Juniors. 
La cuarta mudanza se realiza a Villa Martelli, en la ubicación de la Av. Cetrángolo y Perú. 
En 1948 se mudó a su actual campo de deportes de Malaver y Posadas, en Florida Oeste.
En la década de 1990, luego de su ascenso a Primera B en 1993, el club construye la primera y única platea para 500 personas.
La capacidad del estadio se vio incrementada considerablemente en 2005, debido a la construcción de la Tribuna Libertarios Unidos (ex Int. Enrique García) con capacidad para aproximadamente 2.000 personas. El 1 de abril de 2023 en el marco de los festejos del 115 aniversario de la institución, se inauguró la iluminación del estadio y la ampliación de la platea llevando la capacidad de la misma a 800 espectadores. El evento contó con la presencia del presidente de la AFA Claudio Chiqui Tapia y la intendenta de Vicente López Soledad Martínez. Las dimensiones del campo de juego son de 92 x 66 m. Su capacidad total es de 6.500 personas con el siguiente detalle:
- Platea principal: 800 butacas (Considera ampliación de 2023)
- Tribuna Malaver: 1.300 ubicaciones
- Tribuna Natalio Querido: 3.200 ubicaciones
- Tribuna Libertarios Unidos (Ex Int. Enrique García): 1.200 ubicaciones

(Se considera el cálculo de 4 personas/m2 para tribunas populares).

## Accesos

### Como llegar
- Avenida Gral. Paz, Autopista Acceso Norte, Hipólito Yrigoyen hasta Gervasio Posadas; por ésta hasta Antonio Malaver.
- Autopista Acceso Norte, Carlos Villate hasta Natalio Querido. Por ésta hasta Antonio Malaver.

### Transportes
- Colectivos: 41 - 67 - 111 - 127 - 130 (Ramal Munro) - 140 - 161 (Ramal Florida) - 184 - 333 - 343 - Línea Bicentenario
- Tren: FF.CC. Belgrano Norte: Estación Munro y Estación Florida: a 700 metros del estadio.

### Ingreso
- Popular cabecera local por Antonio Malaver.
- Popular lateral local y visitante por Natalio Querido.
- Platea lateral local por Gervasio Posadas.